# 大分県立三重総合高等学校
大分県立三重総合高等学校（おおいたけんりつみえそうごうこうとうがっこう）は、大分県豊後大野市三重町秋葉にある県立高等学校。大分県で最初に設置された総合選択制の全日制高等学校である。
大分県立三重高等学校、大分県立三重農業高等学校、大分県立緒方工業高等学校、大分県立竹田商業高等学校の4校を統合して、2006年4月12日に開校した。校舎は、大分県立三重農業高等学校の所在地に置かれている。
なお、竹田市にあった大分県立三重農業高等学校久住分校は、所属変更により大分県立三重総合高等学校久住分校となった（後に大分県立三重総合高等学校久住校に改称、2019年4月からは単独校となり、大分県立久住高原農業高等学校）。
本校の校歌の作詞・作曲は小椋佳による。

## 設置学科
本校
- 普通科
- 生物環境科
- メディア科学科

## 所在地
- 大分県豊後大野市三重町秋葉1010番地